# Kačeří příběhy
Kačeří příběhy, na TV Nova uváděný též jako My z Kačerova, (v anglickém originále Disney´s DuckTales) je americký animovaný televizní seriál z produkce společnosti Walt Disney. Tento seriál byl v USA vysílán na Disney Channel a ABC od 18. září 1987 do 28. listopadu 1990. Bylo vyrobeno celkem 100 dílů (101 segmentů, 1 díl je složený ze dvou epizod). Navíc byl mezi 3. a 4. řadou vyrobený celovečerní film Kačeří příběhy: Poklad ze ztracené lampy. 
V zemích bývalého Východního bloku byl tento seriál vysílán až po pádu Železné opony. V Československu, resp. v Česku, byl tento seriál poprvé vysílán natřikrát. Nejprve bylo v roce 1991 na ČST odvysíláno prvních 52 dílů (53 segmentů), potom bylo v roce 1993 na ČT odvysíláno dalších 39 dílů a nakonec bylo v roce 1994 na TV Nova odvysíláno posledních 9 dílů. Bylo tak odvysíláno kompletních 100 dílů (101 segmentů). V roce 2017 vznikla nová stejnojmenná verze.

## Obsah seriálu
Hlavními postavami tohoto seriálu jsou Strýček Skrblík (Scrooge McDuck) a jeho prasynovci Dulík, Bubík a Kulík (Dewey, Louie, a Huey); mezi další postavy patří Skrblíkův synovec Kačer Donald (Donald Duck), Skrblíkův pilot Rampa McKvák (Launchpad McQuack), kutil a vynálezce Šikula (Gyro Gearloose, antropomorfní kuře), zlá čarodějka Magika von Čáry (Magica De Spell) a mnoho dalších. Jako skupina vystupuje zlodějská banda s názvem Rafani (Beagle Boys).

## Postavy v seriálu
Toto je seznam postav v seriálu Kačeří příběhy. Existují různé dabované verze překladu do českého jazyka. Některé postavy proto mají v českém jazyce vícero jmen.

### Hlavní hrdinové
- Strýček Skrblík (do češtiny nadaboval Mirko Musil, v 2. dabingu Jiří Knot)
- Bubík se zelenou čepicí (do češtiny nadabovaly Blanka Zdichyncová a Jitka Morávková, v 2. dabingu Petra Jindrová Lupínková)
- Dulík s modrou čepicí (do češtiny nadabovali Jan Kalous a Helena Štáchová , v 2. dabingu Petra Jindrová Lupínková)
- Kulík s červenou čepicí (do češtiny nadabovala Inka Šecová, v 2. dabingu Petra Jindrová Lupínková)

### Kladné postavy
- Šikula (do češtiny nadaboval Lubomír Lipský, v 2. dabingu Stanislav Fišer a Bohuslav Kalva)
- Kačer Donald (do češtiny nadaboval Zdeněk Štěpán, v 2. dabingu Pavel Franek)
- Rampa McKvák (do češtiny nadaboval Karel Heřmánek, v 2. dabingu Ivan Jiřík)
- Prakačer Bobo (též Buba) (do češtiny nadaboval Stanislav Bruder, v 2. dabingu Bohdan Tůma)
- Fenton Robokačer (též Felix Skořápka) (do češtiny nadaboval Ladislav Županič, v 2. dabingu Libor Terš)
- Kačka (do češtiny nadabovaly Tereza Duchková a Jana Páleníčková, v 2. dabingu Klára Šumanová)
- Paní Čvachtová (do češtiny nadabovala Luba Skořepová, v 2. dabingu Naďa Konvalinková)
- Johan (do češtiny nadaboval Jan Skopeček, v 2. dabingu Jan Přeučil)
- Ňouma (do češtiny nadaboval Václav Vydra)

### Záporné postavy
- Hamoun Držgrešle (do češtiny nadabovali Dalimil Klapka a Stanislav Fišer - v díle Zdravý koňský rozum)
- Magika von Čáry (do češtiny nadabovali Valerie Zawadská, Ivanka Devátá a Petr Oliva - v díle Mezi námi dvojníky, v 2. dabingu Radana Herrmannová)
- Rafani - Matriarchální zločinecký klan

## Řady a díly
| Řada | Díly | Premiéra v USA     | Premiéra v USA     | Premiéra v ČR | Premiéra v ČR |
| Řada | Díly | První díl          | Poslední díl       | První díl     | Poslední díl  |
| ---- | ---- | ------------------ | ------------------ | ------------- | ------------- |
| 1    | 65   | 18. září 1987      | 1. ledna 1988      | 1991          | 1993          |
| 2    | 10   | 24. listopadu 1988 | 26. března 1989    | 1993          | 1993          |
| 3    | 18   | 18. září 1989      | 11. února 1990     | 1993          | 1994          |
| 4    | 7    | 10. září 1990      | 28. listopadu 1990 | 1994          | 1994          |

## Dabing
Mezi herci, kteří vytvořili první dabing roku 1990 byli: Mirko Musil (strýček Skrblík), Karel Heřmánek (Rampa), Inka Šecová (Kulík), Jan Kalous / Helena Štáchová (Dulík), Blanka Zdichyncová (Bubík), Jana Páleníčková (Kačka), Luba Skořepová (paní Čvachtová), Lubomír Lipský (Šikula), Jan Skopeček (Johan), Ivanka Devátá / Valérie Zawadská / Petr Oliva (Magika von Čáry), Dalimil Klapka (Hamoun), Zdeněk Štěpán (kačer Donald), Jiří Knot / Václav Vydra (Ňouma) a Hana Talpová (Zlatka). Píseň nazpíval Vilém Čok. V roce 2004 vznikl druhý dabing, úvodní znělka byla pozměněna a nazpíval jí David Uličník.